# Heinz Klingenberg (Schauspieler)
Heinz Klingenberg (* 6. April 1905 in Bielefeld; † 12. September 1959 in Schweinfurt; gebürtig Heinrich August Klingenberg gen. Westerhaus) war ein deutscher Schauspieler, Hörspiel- und Synchronsprecher.

## Leben
Heinz Klingenberg studierte Philosophie und nahm danach Schauspielunterricht bei Friedrich Basil. Wie dieser wurde er während seines Studiums Mitglied der Tübinger Burschenschaft Derendingia (1924). Sein Debüt gab er 1927 in Wuppertal. Nach Aktivitäten in verschiedenen Städten arbeitete er seit den 30er Jahren in Berlin zunächst am Deutschen Theater, dann am Schillertheater und an der Volksbühne. 1932 kam er zu seiner ersten Filmrolle in Frau Lehmanns Töchter an der Seite von Hertha Thiele, die er kurz darauf heiratete. Als französischer Offizier Saint Avil machte er in Die Herrin von Atlantis erstmals ein größeres Publikum auf sich aufmerksam. 1933 übernahm er die Titelrolle in dem Propagandafilm S.A. Mann Brand, worauf sich seine Frau von ihm trennte. Die Ehe wurde 1936 in Dresden geschieden. Trotz einer weiteren Hauptrolle 1934 in Zwischen Himmel und Erde konnte Klingenberg sich beim deutschen Film nicht entscheidend durchsetzen. Nach Kriegsende war er einige Male als Nebendarsteller zu sehen, zudem betätigte er sich als Hörspiel- und Synchronsprecher.
Heinz Klingenberg starb 1959 bei einem Autounfall.

## Filmografie
| - 1932: Frau Lehmanns Töchter - 1932: Die elf Schill’schen Offiziere - 1932: Die Herrin von Atlantis - 1932: Theodor Körner - 1933: S.A. Mann Brand - 1933: Gretel zieht das große Los - 1934: Zwischen Himmel und Erde - 1943: Die große Nummer - 1944: Die Degenhardts - 1948: Die Zeit mit Dir - 1949: Schicksal aus zweiter Hand | - 1950: Der Schatten des Herrn Monitor - 1950: Das gestohlene Jahr - 1953: Die Stärkere - 1955: Die letzte Nacht der Titanic - 1955: Frauen um Richard Wagner (Magic Fire) - 1956: Die Ehe des Dr. med. Danwitz - 1957: Es wird alles wieder gut - 1958: Das Geld liegt auf der Straße - 1958: Dr. Crippen lebt - 1959: Affäre Dreyfus - 1959: Der Andere (Durbridge-Sechsteiler) |

## Theater
- 1933: Hugo von Hofmannsthal nach Pedro Calderón de la Barca: Das große Welttheater (König) – Regie: Max Reinhardt (Deutsches Theater Berlin)
- 1940: Hanns Gobsch: Maria von Schottland – Regie: Karl Hans Böhm (Sächsische Staatstheater Dresden – Schauspielhaus)
- 1943: Otto Erler: Die Blutsfreunde – Regie: Rudolf Schröder (Sächsische Staatstheater Dresden – Schauspielhaus)

## Hörspiele (Auswahl)
| - 1931: Toter Mann - 1947: Elga (Oginski, Elgas Vetter) – Regie: Hans Quest - 1949: Schiff ohne Hafen (Willemse, Schiffsarzt auf der "Amsterdam") – Regie: Fritz Schröder-Jahn - 1950: Götter, Gräber und Gelehrte (4 Teile) – Regie: Gustav Burmester - 1951: Interview mit einem Stern – Regie: Fritz Schröder-Jahn - 1952: Ich bin der Wassersucher Dominik Atteo – Regie und Sprecher: Gert Westphal - 1952: Wendemarke – Bearbeitung und Regie: Gert Westphal - 1952: Die Stimme hinter dem Vorhang (Berthold) – Regie: Gert Westphal - 1952: Das Gericht zieht sich zur Beratung zurück (Folge: Am Wege) – Regie: Gerd Fricke - 1952: Der Quickborn (General von Willisen) – Regie: Hans Freundt - 1952: Der Narr mit der Hacke (Jitsunesuke) – Regie: Fritz Schröder-Jahn - 1952: Gestatten, mein Name ist Cox – Mord ist strafbar (Ein Spaßvogel im Kampf mit der Unterwelt) (1. Staffel, 8 Folgen) (Inspektor Carter) – Regie: Hans Gertberg - 1952: Menschen im Niemandsland – Regie: Fritz Schröder-Jahn - 1953: Stalingrad (Vilshofen) – Regie: Gert Westphal - 1953: Affäre Blum (Kriminalkommissar Schwerdtfeger) – Regie: Robert Adolf Stemmle - 1953: Der Terminkalender (Abteilungschef des Fräulein Behrend) – Regie: Fritz Schröder-Jahn - 1953: Rip van Winkle (Verteidiger) – Regie: Gert Westphal - 1954: Karfreitag (Evangelist) – Regie: Fritz Schröder-Jahn - 1954: Licht über der Küste – Regie: Carl Nagel - 1954: Der Sonderzug (Max) – Regie: Kurt Reiss - 1954: Das Gericht zieht sich zur Beratung zurück (Folge: 1,9 pro mille (Verteidiger)) – Regie: Gerd Fricke - 1954: Geh nicht nach El Kuwehd (Omar, ein Räuber) – Regie: Karl Peter Biltz - 1954: Orestie (Der Bote) – Regie: Gert Westphal - 1955: Das Unternehmen der Wega (Petersen) – Regie: Kurt Reiss - 1955: Der verschwundene Diplomat (aus der Reihe: Ungelöste Rätsel der Geschichte) – Regie: Otto Kurth - 1955: Der Trinker (Direktor) – Regie: Ludwig Cremer - 1955: Kress wird geheilt (Oberleutnant Rotta) – Regie: Gustav Burmester - 1955: Das Atelierfest (4. Stimme) – Regie: Fritz Schröder-Jahn - 1955: Angelika (Doktor) – Bearbeitung und Regie: Oswald Döpke - 1955: Die Überlebenden (Theo) – Regie: Günter Bommert - 1955: Fahnen am Matterhorn (Mr. Whymper) – Regie: Theodor Steiner | - 1955: Die beiden Sibirier (Captain Campbell) – Regie: Günter Bommert - 1955: Atome für Millionen (Arzt) – Regie: Edward Rothe - 1955: Kalle Blomquist, Eva Lotta und Rasmus (Professor Rasmusson) - 1955: Ein hoffnungsloser Fall (Radio Bremen) – Regie: Günter Siebert - 1956: Ahasver (HR-Produktion) – Regie: Theodor Steiner - 1956: Atalanta (Peter Kalmuth) – Regie: Carl Nagel - 1956: Das Totenschiff nach B. Traven (Kommandant) – Regie: Gustav Burmester - 1956: Ferien (Conférencier) – Regie: S. O. Wagner - 1956: Am grünen Strand der Spree (5 Teile) (Hans-Joachim Lepsius) – Regie: Gert Westphal - 1956: Die Festung (General Jacobi) – Regie: Egon Monk - 1956: Ahasver (Offizier) (NDR-Produktion) – Regie: Fritz Schröder-Jahn - 1956: Das Verhör des Lukullus (Schöffe) – Regie: Fritz Schröder-Jahn - 1956: Jeder Siebente in der Welt ein Inder – Begegnungen zwischen Himalaya und Ceylon – Regie: Nicht angegeben - 1957: Der Mann, der nicht schlafen konnte (6 Teile) (Riwett) – Regie: Hans Rosenhauer - 1957: Die Jagd nach dem Täter: Spitzbuben (Assistent) – Regie: S. O. Wagner - 1957: Streik der Gangster (Generalstaatsanwalt) – Regie: Günter Siebert - 1957: Old Man River (Arzt) – Regie: Gustav Burmester - 1957: Ein Fall für Herrn Schmidt (Chef) – Regie: Fritz Schröder-Jahn - 1958: Horst Mönnich: Kopfgeld – Regie: Fritz Schröder-Jahn (NDR) - 1958: Jahrmarkt des Lebens (5 Teile) (Dobbin) – Regie: Gert Westphal - 1958: Die Jagd nach dem Täter: Die Tote aus Hafenbecken 1 (spanischer Kommissar) – Regie: S. O. Wagner - 1958: Ein Blinder geht durch die Stadt – Regie: Kurt Reiss - 1958: Menschen im Hotel (Witte, Kapellmeister) – Regie: Heinz-Günter Stamm - 1958: Old Surehand (10 Teile) (Old Surehand) – Regie: Kurt Meister - 1958: Ärger mit Jenny (Assessor) – Regie: Raoul Wolfgang Schnell - 1958: Ariane, das Wüstenschiff (aus der Reihe: Abenteuer der Zukunft) (Mercier) – Regie: S. O. Wagner - 1958: Die Reise um die Welt in 80 Tagen (Erzähler) – Regie: Kurt Reiss - 1959: Malmgreen (Professor) – Regie: Kurt Hübner - 1959: Nadja Etoilée (Erzähler) – Regie: Jean Jacques Vierne, Marcel Wall - 1959: Aufgabe von Siena (Dr. Wiese) – Regie: Kurt Reiss - 1959: Hasemanns Töchter (Hermann Körner) – Regie: Heinz-Günter Stamm - 1959: Don Juan oder Der steinerne Gast (Don Carlos) – Bearbeitung und Regie: Gert Westphal - 1959: Belphegor oder Wie ich euch hasse – Regie: Martin Walser |